# Jérôme Golmard
Jérôme Roger Golmard (Dijon, 9 de setembro de 1973 - 31 de julho de 2017) foi um tenista profissional francês.
Conquistou dois titulos ATP Tour na carreira, foi N. 22, e representou a Equipe Francesa de Copa Davis. Encerrou a carreira em 2006.
Jérôme Golmard foi número 1 francês durante 14 semanas en 1999. Em janeiro de 2014, médicos diagnosticaram-lhe a Doença de Charcot. Em abril, já tendo perdido o uso das pernas e se deslocando em cadeira de rodas, os médicos anunciaram que estava condenado. Morreu, portanto, dessa causa na noite de 31 de julho de 2017.

## Honras
- 1999 Dubai Tennis Championships, Emirados Árabes Unidos, sobre Nicolas Kiefer
- 2000 Chennai Open, India sobre Markus Hantschk